# Marathon van Londen 1999
De Londen Marathon 1999 werd gelopen op zondag 18 april 1999. Het was de negentiende editie van deze marathon.
De Marokkaan Abdelkader El Mouaziz arriveerde bij de mannen als eerste aan de finish in 2:07.57. De Keniaanse Joyce Chepchumba was het sterkst bij de vrouwen in 2:23.22.
In totaal finishten er 30.598 marathonlopers.

## Uitslagen

### Mannen
| rang   | naam                  | land | tijd    |
| ------ | --------------------- | ---- | ------- |
| Goud   | Abdelkader El Mouaziz | MAR  | 2:07.57 |
| Zilver | António Pinto         | POR  | 2:09.00 |
| Brons  | Abel Antón            | ESP  | 2:09.41 |
| 4      | Jon Brown             | WAL  | 2:09.44 |
| 5      | Josephat Kiprono      | KEN  | 2:09.49 |
| 6      | Giacomo Leone         | ITA  | 2:10.03 |
| 7      | Alberto Juzdado       | ESP  | 2:10.08 |
| 8      | Domingos Castro       | POR  | 2:10.24 |
| 9      | Simon Mphulanyane     | RSA  | 2:10.56 |
| 10     | Yasuaki Yamamoto      | JPN  | 2:11.13 |
| 11     | Lee Troop             | AUS  | 2:11.21 |
| 12     | Bong-Ju Lee           | KOR  | 2:12.11 |
| 13     | Tekeye Gebrselassie   | ETH  | 2:13.13 |
| 14     | Anders Szalkai        | SWE  | 2:13.19 |
| 15     | Giovanni Ruggiero     | ITA  | 2:13.31 |
| 16     | Tena Negere           | ETH  | 2:13.40 |
| 17     | Ronaldo Dacosta       | BRA  | 2:14.10 |
| 18     | Philippe Remond       | FRA  | 2:14.21 |
| 19     | Benjamin Paredes      | MEX  | 2:14.31 |
| 20     | Pere Arco             | ESP  | 2:14.41 |
| 21     | Isaac Chemobo         | KEN  | 2:15.00 |
| 22     | Mark Hudspith         | ENG  | 2:15.11 |
| 23     | Ian Hudspith          | ENG  | 2:15.47 |
| 24     | Robert Johnston       | NZL  | 2:15.51 |
| 25     | Nikolaos Polias       | GRE  | 2:16.31 |

### Vrouwen
| rang   | naam                 | land | tijd    |
| ------ | -------------------- | ---- | ------- |
| Goud   | Joyce Chepchumba     | KEN  | 2:23.22 |
| Zilver | Adriana Fernandez    | MEX  | 2:24.06 |
| Brons  | Manuela Machado      | POR  | 2:25.09 |
| 4      | Nicole Carroll       | AUS  | 2:25.52 |
| 5      | Elana Meyer          | RSA  | 2:27.18 |
| 6      | Taeko Terauchi       | JPN  | 2:28.31 |
| 7      | Kerryn McCann        | AUS  | 2:28.44 |
| 8      | Angelina Kanana      | KEN  | 2:29.47 |
| 9      | Viviane Deoliveira   | BRA  | 2:32.17 |
| 10     | Maria Guadalupe Loma | MEX  | 2:36.42 |
| 11     | Rocio Rios           | ESP  | 2:37.45 |
| 12     | Hiroi Kazama         | JPN  | 2:42.20 |
| 13     | Melissa Moon         | NZL  | 2:43.26 |
| 14     | Nicola Brown         | ENG  | 2:44.28 |
| 15     | Joanna Lodge         | ENG  | 2:45.46 |
| 16     | Wendy Llewellyn      | NZL  | 2:48.02 |
| 17     | Jackie Newton        | WAL  | 2:48.23 |
| 18     | Kerrie Wood          | ENG  | 2:50.43 |
| 19     | Sharon Dixon         | ENG  | 2:50.45 |
| 20     | Sally Eastall        | ENG  | 2:51.51 |
| 23     | Carolyn Rowe         | ENG  | 2:53.55 |

1981 ·
1982 ·
1983 ·
1984 ·
1985 ·
1986 ·
1987 ·
1988 ·
1989 ·
1990 ·
1991 ·
1992 ·
1993 ·
1994 ·
1995 ·
1996 ·
1997 ·
1998 ·
1999 ·
2000 ·
2001 ·
2002 ·
2003 ·
2004 ·
2005 ·
2006 ·
2007 ·
2008 ·
2009 ·
2010 ·
2011 ·
2012 ·
2013 ·
2014 ·
2015 ·
2016 ·
2017